# 黑尾平鰭鮠
黑尾平鰭鮠，為輻鰭魚綱鯰形目平鰭鮠科的其中一種，為熱帶淡水魚，分布於非洲喀麥隆南部Nyong至Ntem河及Ogowe 至Loueme河流域，體長可達7.3公分，棲息在底層水域，生活習性不明。

## 擴展閱讀
維基物種上的相關：黑尾平鰭鮠